# Zaumol
Zaumol je naselje u Hrvatskoj u sastavu Grada Vrbovskog. Nalazi se u Primorsko-goranskoj županiji.

## Zemljopis
Nalazi se jugozapadno od rijeke Kupe. 
U Hrvatskoj se sjeverozapadno nalaze Štefanci, Radočaj, Blaževci, Zapeć i Plemenitaš, jugoistočno su Lesci, jugozapadno su Topolovica i Međedi.
Preko Kupe je Slovenija. Sjeverno u Sloveniji su Dečina, Gorenji Radenci i Srednji Radenci, sjeveroistočno su Dolenji Radenci, istočno je Velika stena nad Radenci, jugoistočno su Hrib, Breg pri Sinjem Vrhu, Špeharji i Selce pri Špeharjih.

## Stanovništvo
| broj stanovnika | 85    | 67    | 83    | 80    | 65    | 70    | 56    | 72    | 69    | 59    | 49    | 50    | 40    | 41    | 39    | 39    | 27    |
|                 | 1857. | 1869. | 1880. | 1890. | 1900. | 1910. | 1921. | 1931. | 1948. | 1953. | 1961. | 1971. | 1981. | 1991. | 2001. | 2011. | 2021. |